# La Mina, Puebla
La Mina är en ort i Mexiko.   Den ligger i kommunen Francisco Z. Mena och delstaten Puebla, i den sydöstra delen av landet, 200 km nordost om huvudstaden Mexico City. La Mina ligger 166 meter över havet och antalet invånare är 256.
Terrängen runt La Mina är kuperad åt sydväst, men åt nordost är den platt. Runt La Mina är det ganska tätbefolkat, med 58 invånare per kvadratkilometer. Närmaste större samhälle är Álamo, 18,4 km nordost om La Mina. Omgivningarna runt La Mina är en mosaik av jordbruksmark och naturlig växtlighet.